# Гез де Бальзак, Жан-Луи
Жан-Луи Гез де Бальзак (фр. Jean-Louis Guez de Balzac; 31 мая 1597, Ангулем — 18 февраля 1654, там же) — французский писатель, историк; мастер эпистолярного жанра.

## Биография
Гез де Бальзак — сын анноблированного мэра г. Ангулем. Учился в коллеже иезуитов, затем в Лейденском университете, где общался с Теофилем де Вио. По возвращении во Францию служил секретарём у герцога д’Эпернона.
В 1621 г. отправился в Рим с сыном герцога, кардиналом Ла Валеттом, в качестве его секретаря. Именно в Италии начал работать над самым знаменитым своим сочинением — «Письмами».
Вернувшись в 1623 г. в Париж, снискал большую известность; пользовался покровительством Ришельё, который назначил его королевским государственным советником и историографом Франции. Вращался в кругах салона мадам де Рамбуйе. Избран одним из первых членов Французской академии (1634, кресло № 28).

## Творчество
Своими «Письмами» («Lettres», часть издана в 1624 году, остальные посмертно) Гез де Бальзак оказал значительное влияние на французскую литературу. Его вклад в национальную прозу сопоставим с вкладом Малерба в поэзию.
«Письма» снискали громкую славу не только во Франции, но и за её пределами. Среди адресатов Геза де Бальзака — Шаплен и Конрар.
Гез де Бальзак является также автором ряда дидактических сочинений: панегирик Людовику XIII под названием «Государь» («Le prince», 1631); трактат на богословские темы «Христианский Сократ» («Le Socrate chrètien», 1652). Политический трактат «Аристипп, или О дворе» («Aristippe ou De la Cour») был опубликован посмертно в 1658 году. Памфлет «Старикашка» («Le Barbon», 1648) направлен против педантов; тем не менее, в романе Шарля Сореля «Правдивое комическое жизнеописание Франсиона» Гез де Бальзак выведен как раз в образе педанта Гортензиуса.
Кроме того, Гезу де Бальзаку принадлежит сборник латинских стихов (Tres libri carminorum, 1650).
Трактаты Геза де Бальзака и особенно его письма оказали влияние на развитие французской прозы классицизма.